# 奧斯特羅扎尼
49°6′2″N 30°2′27″E / 49.10056°N 30.04083°E
奧斯特羅扎尼（烏克蘭語：Острожани）是位於烏克蘭中部的村莊，由切爾卡瑟州烏曼區的扎什基夫市鎮負責管轄。該村始建於十七世紀，面積12平方公里，海拔高度194米，2009年人口929，人口密度每平方公里77.4人。